# World Series of Boxing 2011-2012
La World Series of Boxing 2011-2012 è stata la seconda edizione della competizione di pugilato delle World Series of Boxing.

## Regolamento

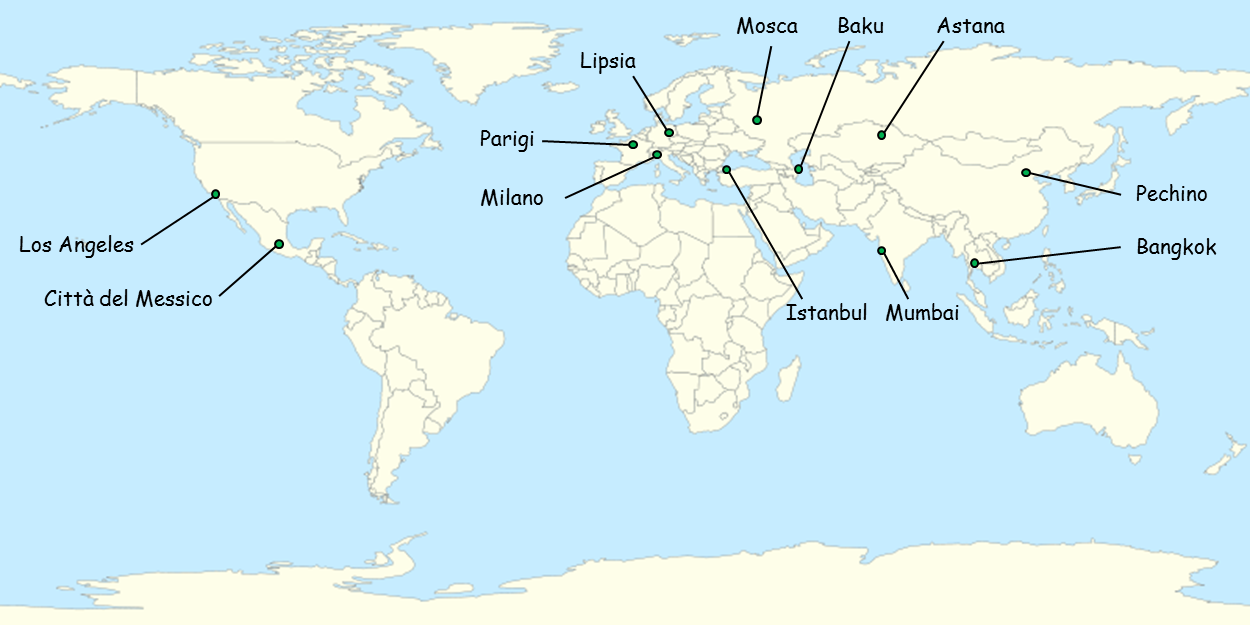
Distribuzione geografica delle squadre delle World Series of Boxing AIBA 2011-2012

### Formula
Le 12 squadre partecipanti, divise in due gironi, disputano la regular season con la formula del girone unico all'italiana, con incontri d'andata e ritorno. Al termine della stagione regolare, le prime quattro classificate di ogni girone sono ammesse ai play-off.

### Categorie di peso
Ci sono cinque categorie di peso:
- Gallo (fino a 54 kg)
- Leggeri (fino a 61 kg)
- Medi (fino a 73 kg)
- Mediomassimi (fino a 85 kg)
- Massimi (oltre 91 kg)

### Composizione dei roster
Il numero minimo di pugili per ogni squadra è di 15, senza limite massimo. Il numero minimo di atleti internazionali per ogni squadra è definito come segue:
- Per squadre con 15 pugili: 4
- Per squadre da 16 a 18 pugili: 5
- Per squadre da 19 a 20 pugili: 6
- Per squadre con più di 20 pugili: almeno 7

Il numero massimo di pugili internazionali provenienti dallo stesso Paese è limitato a 2 per ogni squadra.

## Squadre partecipanti
12 squadre provenienti da tutto il mondo hanno preso parte alla competizione.
| Squadra                        | Sede              | Confederazione | Ultima partecipazione |
| ------------------------------ | ----------------- | -------------- | --------------------- |
| Astana Arlans                  | Astana            | ASBC           | 2010-2011             |
| Baku Fires                     | Baku              | ASBC           | 2010-2011             |
| Bangkok Elephants              | Bangkok           | ASBC           | Debuttante            |
| Beijing Dragons                | Pechino           | ASBC           | 2010-2011             |
| Dolce & Gabbana Milano Thunder | Milano            | EUBC           | 2010-2011             |
| Dynamo Moscow                  | Mosca             | EUBC           | Debuttante            |
| Istanbul Bosphorus             | Istanbul          | EUBC           | 2010-2011             |
| Leipzig Leopards               | Lipsia            | EUBC           | Debuttante            |
| Los Angeles Matadors           | Los Angeles       | AMBC           | 2010-2011             |
| Mexico City Guerreros          | Città del Messico | AMBC           | 2010-2011             |
| Paris United                   | Parigi            | EUBC           | 2010-2011             |
| Venky's Mumbai Fighters        | Mumbai            | ASBC           | Debuttante            |

## Gironi
La composizione dei due gironi è stata determinata da un sorteggio effettuato ad Astana (Kazakistan) il 31 luglio 2011.
| Gruppo A                       | Gruppo B           |
| ------------------------------ | ------------------ |
| Dolce & Gabbana Milano Thunder | Baku Fires         |
| Astana Arlans                  | Leipzig Leopards   |
| Dynamo Moscow                  | Paris United       |
| Venky's Mumbai Fighters        | Mexico Guerreros   |
| Los Angeles Matadors           | Istanbul Bosphorus |
| Bangkok Elephants              | Beijing Dragons    |

## Stagione regolare

### Gruppo A

#### Classifica
| Squadra                        | P.ti | G  | V | S | MV | MP |
| ------------------------------ | ---- | -- | - | - | -- | -- |
| Dynamo Moscow                  | 25   | 10 | 8 | 2 | 37 | 13 |
| Dolce & Gabbana Milano Thunder | 23   | 10 | 7 | 3 | 36 | 14 |
| Astana Arlans                  | 22   | 10 | 7 | 3 | 29 | 21 |
| Venky's Mumbai Fighters        | 14   | 10 | 4 | 6 | 24 | 26 |
| Los Angeles Matadors           | 11   | 10 | 3 | 7 | 18 | 32 |
| Bangkok Elephants              | 4    | 10 | 1 | 9 | 6  | 44 |

Dynamo Moscow, Dolce & Gabbana Milano Thunder, Astana Arlans e Venky's Mumbai Fighters qualificate ai play-off.

#### Risultati
| Prima giornata  |                                            |                 |
| 11-13 nov. 2011 |                                            | 12-14 gen. 2012 |
| 0-5             | Bangkok Elephants-Dynamo Moscow            | 0-5             |
| 2-3             | Venky's Mumbai Fighters-D&G Milano Thunder | 0-5             |
| 3-2             | L.A. Matadors-Astana Arlans                | 1-4             |

| Quarta giornata |                                       |                 |
| 8-10 dic. 2011  |                                       | 10-13 feb. 2012 |
| 0-5             | Bangkok Elephants-D&G Milano Thunder  | 0-5             |
| 5-0             | Venky's Mumbai Fighters-L.A. Matadors | 5-0             |
| 3-2             | Astana Arlans-Dynamo Moscow           | 0-5             |

| Seconda giornata |                                       |                 |
| 18-19 nov. 2011  |                                       | 20-22 gen. 2012 |
| 5-0              | Dynamo Moscow-Venky's Mumbai Fighters | 3-2             |
| 5-0              | Astana Arlans-Bangkok Elephants       | 3-2             |
| 4-1              | D&G Milano Thunder-L.A. Matadors      | 1-4             |

| Quinta giornata |                                       |                 |
| 16-18 dic. 2011 |                                       | 17-22 feb. 2012 |
| 0-5             | Venky's Mumbai Fighters-Astana Arlans | 1-4             |
| 4-1             | D&G Milano Thunder-Dynamo Moscow      | 2-3             |
| 5-0             | L.A. Matadors-Bangkok Elephants       | 2-3             |

| Terza giornata |                                           |               |
| 2-4 dic. 2011  |                                           | 3-4 feb. 2012 |
| 0-5            | Bangkok Elephants-Venky's Mumbai Fighters | 1-4           |
| 5-0            | D&G Milano Thunder-Astana Arlans          | 2-3           |
| 2-3            | L.A. Matadors-Dynamo Moscow               | 0-5           |

### Gruppo B

#### Classifica
| Squadra            | P.ti | G  | V  | S | MV | MP |
| ------------------ | ---- | -- | -- | - | -- | -- |
| Baku Fires         | 30   | 10 | 10 | 0 | 40 | 10 |
| Mexico Guerreros   | 20   | 10 | 6  | 4 | 31 | 18 |
| Paris United       | 18   | 10 | 5  | 5 | 24 | 25 |
| Leipzig Leopards   | 13   | 10 | 4  | 6 | 23 | 27 |
| Istanbul Bosphorus | 11   | 10 | 3  | 7 | 19 | 31 |
| Beijing Dragons    | 7    | 10 | 2  | 8 | 12 | 38 |

Baku Fires, Mexico Guerreros, Paris United e Leipzig Leopards qualificate ai play-off.

#### Risultati
| Prima giornata  |                                        |                 |
| 11-13 nov. 2011 |                                        | 12-14 gen. 2012 |
| 3-2             | Paris United-Istanbul Bosphorus        | 1-4             |
| 5-0             | Baku Fires-Beijing Dragons             | 4-1             |
| 4-1             | Leipzig Leopards-Mexico City Guerreros | 0-5             |

| Quarta giornata |                                          |                 |
| 8-10 dic. 2011  |                                          | 10-13 feb. 2012 |
| 4-1             | Mexico City Guerreros-Istanbul Bosphorus | 5-0             |
| 5-0             | Baku Fires-Leipzig Leopards              | 4-1             |
| 4-1             | Paris United-Beijing Dragons             | 3-2             |

| Seconda giornata |                                    |                 |
| 18-19 nov. 2011  |                                    | 20-22 gen. 2012 |
| 2-3              | Istanbul Bosphorus-Baku Fires      | 0-5             |
| 0-5              | Beijing Dragons-Leipzig Leopards   | 0-5             |
| 4-0              | Mexico City Guerreros-Paris United | 3-2             |

| Quinta giornata |                                    |                 |
| 16-18 dic. 2011 |                                    | 17-22 feb. 2012 |
| 2-3             | Leipzig Leopards-Paris United      | 1-4             |
| 4-1             | Istanbul Bosphorus-Beijing Dragons | 1-4             |
| 5-0             | Baku Fires-Mexico City Guerreros   | 3-2             |

| Terza giornata |                                       |               |
| 2-4 dic. 2011  |                                       | 3-4 feb. 2012 |
| 2-3            | Paris United-Baku Fires               | 2-3           |
| 3-2            | Beijing Dragons-Mexico City Guerreros | 0-5           |
| 4-1            | Leipzig Leopards-Istanbul Bosphorus   | 1-4           |

## Play-off

### Tabellone
|  | Quarti di finale               | Quarti di finale               | Quarti di finale | Quarti di finale | Quarti di finale |  |  | Semifinali                     | Semifinali                     | Semifinali                     | Semifinali                     | Semifinali |  |  | Finale        | Finale        | Finale |  |
|  |                                |                                |                  |                  |                  |  |  |                                |                                |                                |                                |            |  |  |               |               |        |  |
|  | Dynamo Moscow                  | Dynamo Moscow                  | 5                | 5                | 10               |  |  |                                |                                |                                |                                |            |  |  |               |               |        |  |
|  | Leipzig Leopards               | Leipzig Leopards               | 0                | 0                | 0                |  |  | Dynamo Moscow                  | Dynamo Moscow                  | 2                              | 5                              | 7          |  |  |               |               |        |  |
|  | Mexico Guerreros               | Mexico Guerreros               | 2                | 2                | 4                |  |  | Astana Arlans                  | Astana Arlans                  | 3                              | 0                              | 3          |  |  |               |               |        |  |
|  | Astana Arlans                  | Astana Arlans                  | 3                | 3                | 6                |  |  |                                |                                |                                |                                |            |  |  | Dynamo Moscow | Dynamo Moscow | 1      |  |
|  | Baku Fires                     | Baku Fires                     | 2                | 5                | 7                |  |  |                                |                                | Dolce & Gabbana Milano Thunder | Dolce & Gabbana Milano Thunder | 4          |  |  |               |               |        |  |
|  | Venky's Mumbai Fighters        | Venky's Mumbai Fighters        | 3                | 0                | 3                |  |  | Baku Fires                     | Baku Fires                     | 0                              | 3                              | 3          |  |  |               |               |        |  |
|  | Dolce & Gabbana Milano Thunder | Dolce & Gabbana Milano Thunder | 2                | 5                | 7                |  |  | Dolce & Gabbana Milano Thunder | Dolce & Gabbana Milano Thunder | 5                              | 2                              | 7          |  |  |               |               |        |  |
|  | Paris United                   | Paris United                   | 3                | 0                | 3                |  |  |                                |                                |                                |                                |            |  |  |               |               |        |  |

### Quarti di finale
| Squadra 1                      | Totale | Squadra 2               | Andata  | Ritorno |
| ------------------------------ | ------ | ----------------------- | ------- | ------- |
| Dynamo Moscow                  | 10-0   | Leipzig Leopards        | 5-0(wo) | 5-0     |
| Mexico Guerreros               | 4-6    | Astana Arlans           | 2-3     | 2-3     |
| Baku Fires                     | 7-3    | Venky's Mumbai Fighters | 2-3     | 5-0     |
| Dolce & Gabbana Milano Thunder | 7-3    | Paris United            | 2-3     | 5-0     |

### Semifinali
| Squadra 1     | Totale | Squadra 2                      | Andata | Ritorno |
| ------------- | ------ | ------------------------------ | ------ | ------- |
| Dynamo Moscow | 7-3    | Astana Arlans                  | 2-3    | 5-0     |
| Baku Fires    | 3-7    | Dolce & Gabbana Milano Thunder | 0-5    | 3-2     |

### Finale
Quattro giudici sono stati selezionati per valutare gli incontri (tre per ogni evento):
- Michael William Gallagher ( Irlanda)
- Hassan Zoubid ( Marocco)
- Jones Kennedy ( Brasile)
- Mariusz Gorny ( Polonia)

| Londra ( Inghilterra) 2 maggio 2012 | Dynamo Moscow      | 1-4      | Dolce & Gabbana Milano Thunder | ExCeL Exhibition Centre Supervisor: Helmut Ranze |
| ----------------------------------- | ------------------ | -------- | ------------------------------ | ------------------------------------------------ |
|                                     |                    | Incontri |                                |                                                  |
| Pesi Gallo (54 kg)                  | Vladimir Nikitin   | WP 1-2   | Vincenzo Picardi               |                                                  |
| Pesi Leggeri (61 kg)                | Adlan Abdurashidov | WP 0-3   | Branimir Stankovic             |                                                  |
| Pesi Medi (73 kg)                   | Maxim Gazizov      | WP 0-3   | Sergij Derev'jančenko          |                                                  |
| Pesi Mediomassimi (85 kg)           | Oleksandr Hvozdyk  | WP 3-0   | Imre Szellő                    |                                                  |
| Pesi Massimi (+91 kg)               | Vitaly Kudukhov    | WP 1-2   | Clemente Russo                 |                                                  |

## Squadra campione
| Campione delle World Series of Boxing 2012    |
| --------------------------------------------- |
| Dolce & Gabbana Milano Thunder (primo titolo) |

## Finali individuali
Nel corso della stagione regolare è stato stabilito un ranking individuale per ogni categoria di peso, basato sul maggior numero di vittorie. I migliori due pugili per ogni categoria si sfidano nelle finali individuali, che si sono combattute il 9 giugno.
| Londra ( Inghilterra) 9 giugno 2012 |                       |          |                   | ExCeL Exhibition Centre Supervisor: |
| ----------------------------------- | --------------------- | -------- | ----------------- | ----------------------------------- |
|                                     |                       | Incontri |                   |                                     |
| Pesi Gallo (54 kg)                  | Gairbek Germakhanov   | WP 3-0   | Elias Emigdio     |                                     |
| Pesi Leggeri (61 kg)                | Adlan Abdurashidov    | WP 1-2   | Juan Romero       |                                     |
| Pesi Medi (73 kg)                   | Sergij Derev'jančenko | WP 3-0   | Heybulla Mursalov |                                     |
| Pesi Mediomassimi (85 kg)           | Azamat Murtuzaliyev   | TKO      | Ramazan Magomedau |                                     |
| Pesi Massimi (+91 kg)               | Filip Hrgović         | WP 3-0   | Ruslan Myrsatayev |                                     |